# Puerto Momotombo
Puerto Momotombo, med 3 103 invånare (2005), är en ort (comarca) i kommunen La Paz Centro i departementet León, Nicaragua. Den ligger vid foten av vulkanen Momotombo vid Managuasjöns västra strand.

## Historia

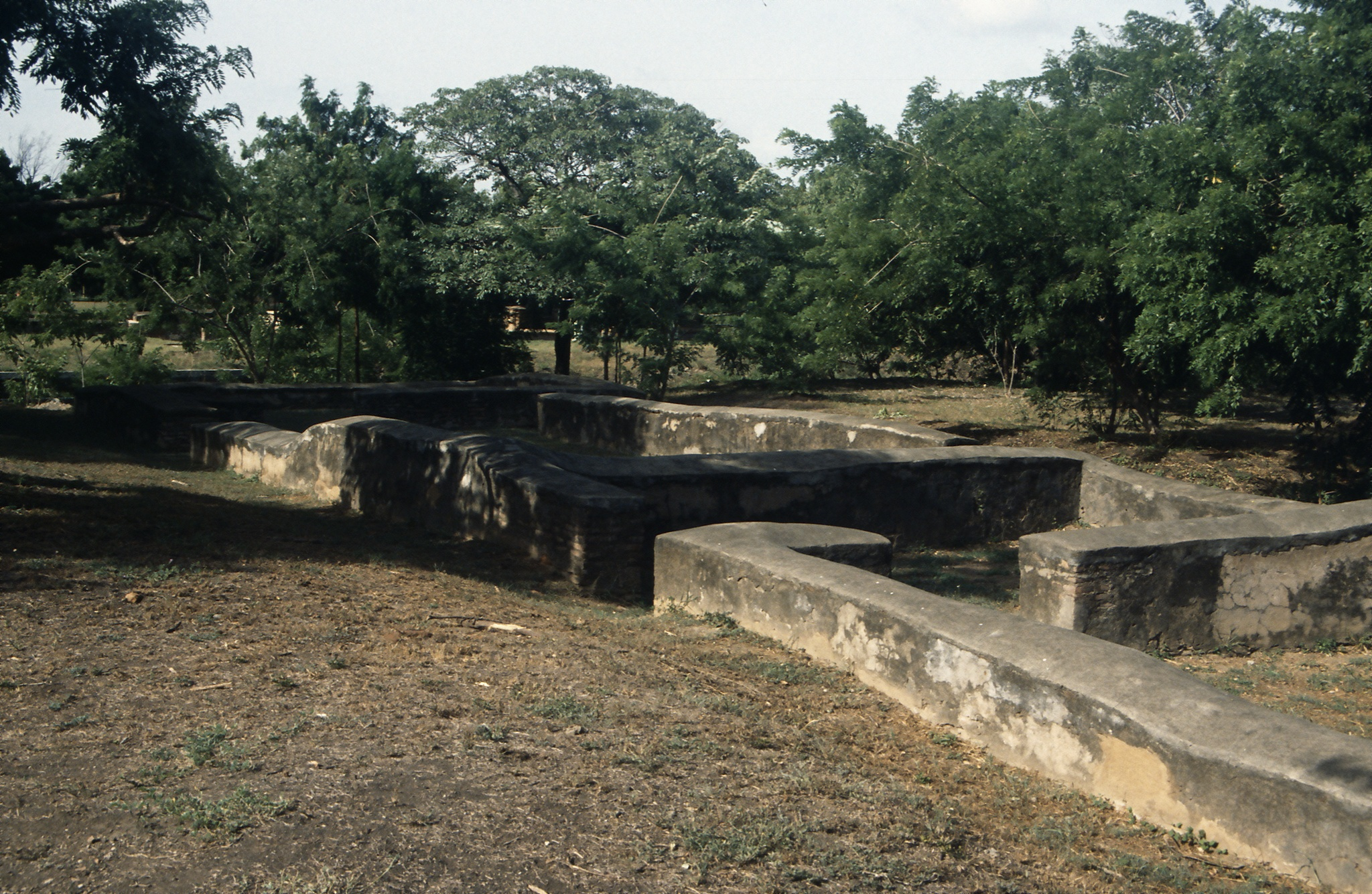
León Viejo

Puerto Momotombo är den ursprungliga platsen för staden León, och stadens ruiner kan fortfaeande ses i León Viejo, 200 meter söder om Puerto Momotombo. Fram till början av 1900-talet var Puerto Momotombo en viktig hamnstad dit varor fraktades med häst och senare tåg från Corinto, Chinandega och León för omlastning med båt till Managua, eller vice versa. Puerto Momotombo var en självständig kommun (pueblo) under slutet av 1800-talet och början av 1900-talet.